# Non finisce così/Delicata
Non finisce così/Delicata è un 45 giri del cantante italiano Riccardo Fogli, pubblicato nel 1989.
Il brano Non finisce così (Laurex - M.Patrignani - C.Cofani - F.Evangelisti)  è stato presentato al Festival di Sanremo di quell'anno, classificandosi al quarto posto, ed è stato inserito nell'album raccolta uscito dopo la manifestazione.
Il lato B del singolo contiene Delicata (Laurex - V.Spampinato - F.Evangelisti), canzone non inclusa nel CD.